# Nicolae Negrilă
Nicolae Negrilă (23 de julho de 1954) é um ex-futebolista romeno que competiu no Campeonato Europeu de Futebol de 1984.